# Teresa Mas de Xaxars
María Teresa Mas de Xaxars Rivero (Barcelona, 13 de septiembre de 1982) es una deportista española que compitió en remo.
Ganó tres medallas de bronce en el Campeonato Mundial de Remo, entre los años 2002 y 2006, en la prueba de scull individual ligero. Participó en los Juegos Olímpicos de Atenas 2004, ocupando el undécimo lugar en la prueba de doble scull ligero.

## Palmarés internacional
| Campeonato Mundial | Campeonato Mundial | Campeonato Mundial | Campeonato Mundial      |
| Año                | Lugar              | Medalla            | Prueba                  |
| ------------------ | ------------------ | ------------------ | ----------------------- |
| 2002               | Sevilla (España)   | Medalla de bronce  | Scull individual ligero |
| 2005               | Kaizu (Japón)      | Medalla de bronce  | Scull individual ligero |
| 2006               | Eton (Reino Unido) | Medalla de bronce  | Scull individual ligero |